# منشيان
منشيان هي قرية في مقاطعة أصفهان، إيران. عدد سكان هذه القرية هو 1,672 في سنة 2006.